# Katrin Mattscherodt
Katrin Mattscherodt (Berlín Oriental, RDA, 26 de octubre de 1981) es una deportista alemana que compitió en patinaje de velocidad sobre hielo. 
Participó en los Juegos Olímpicos de Vancouver 2010, obteniendo una medalla de oro en la prueba de persecución por equipos (junto con Daniela Anschütz-Thoms, Stephanie Beckert y Anni Friesinger-Postma).

## Palmarés internacional
| Juegos Olímpicos | Juegos Olímpicos   | Juegos Olímpicos | Juegos Olímpicos        |
| Año              | Lugar              | Medalla          | Prueba                  |
| ---------------- | ------------------ | ---------------- | ----------------------- |
| 2010             | Vancouver (Canadá) | Medalla de oro   | Persecución por equipos |